# Objawienia w Fatimie
Objawienia w Fatimie (org. Aparições em Fátima) − francusko-portugalski film dramatyczny z 1991 roku. Film jest wierną rekonstrukcją wydarzeń związanych z objawieniami Matki Bożej w Fatimie. 

## Obsada
Opracowano na podstawie źródła.
- Teresa Costa – Lúcia Abobora dos Santos / ona sama
- Cécile Maupeu – Jacinta Marto / ona sama
- Henrique Reis – Francisco Marto / on sam
- Jacinta Henriques – Maria Rosa Santos
- María Clemente – Olímpia Marto
- Cristina de Abreu – A Vírjem
- Eduardo Silva – O Anjo
- José Oliveira – António dos Santos
- Francisco Moço – Manuel Marto
- Carlos Silva – O Administrador
- Padre Manuel Freitas – Párroco de Fátima
- Amélia Castanheira Prazeres – Maria dos Anjos dos Santos
- Judite Vieira dos Santos – Glória